# ジョセフ・アカバ
ジョセフ・マイケル・アカバ（Joseph Michael "Joe" Acaba、1967年5月17日 - ）は、アメリカ合衆国の教育者、水文地質学者、アメリカ航空宇宙局の宇宙飛行士である。2004年5月、彼はプエルトリコ系として初めて宇宙飛行士の候補となり、NASA Astronaut Training Group 19のメンバーに選ばれた。2006年2月10日に訓練を終え、2009年3月15日から3月29日にかけて国際宇宙ステーション(ISS)に最後の太陽電池アレイを運ぶSTS-119で初めて宇宙飛行を行った。アカバは、2012年5月15日に打ち上げられたソユーズTMA-04Mで再び宇宙を訪れ、5月17日にISSに到着し、ISSではフライトエンジニアを務めた。約6ヵ月滞在し、ロシア連邦宇宙局によると9月17日に地球に帰還した。

## 生い立ち
アカバの両親であるラルフとエルシーはプエルトリコのHatillo出身で、1960年代中盤にイングルウッドに転居し、そこでジョセフが生まれた。一家は後にアナハイムに転居した。子供の頃は、読書、特にSFを読むのが趣味であった。学校では理科と数学が得意であった。両親は彼を定期的に教育映画を見せたが、彼の宇宙への興味をかきたてたのは、ニール・アームストロングの月面着陸の8mmフィルムであった。高校時代、ジョセフはスキューバダイビングに興味を持ち、高校の教育訓練プログラムを通じてスキューバダイビングの免許を取った。この経験から彼は地質学に興味を持ち、1985年、アナハイムのエスペランツァ高校を優秀な成績で卒業した。

## 教育
彼は、1990年にカリフォルニア大学サンタバーバラ校から地質学の学位号、1992年にアリゾナ大学から地質学の修士号を得た。彼はアメリカ海兵隊予備役の軍曹として6年間軍役に就いた。また、ロサンゼルスで地質学者として働いた。彼はアメリカ合衆国の平和部隊で2年間を過ごし、ドミニカ共和国の300人以上の教師に、近代教授法の訓練を行った。その後彼はバハマのリー・ストッキング島にあるCaribbean Marine Researchのマネージャーとなった。アメリカ合衆国に戻るとフロリダ州に転居し、高校で1年間、中学校で4年間科学と数学を教えた。また、短期間、メルボルン (フロリダ州)のメルボルン高校でも教鞭を取った。2012年秋に地球に戻った後は、テキサス工科大学で教育学の博士課程に進んだ。

## NASAでのキャリア

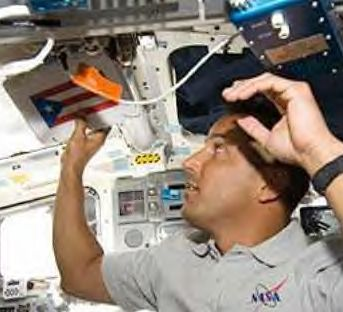
STS-119でプエルトリコの国旗を持つアカバ

2004年5月6日、アカバとその他10人は、99人の応募者の中からNASAによって宇宙飛行士の候補に選ばれた。NASA長官のショーン・オキーフは、ジョン・グレン同席の下、1958年に最初の宇宙飛行士グループが出席して以来開かれていなかったイベントの場で、"19th group of Astronaut Candidates"のメンバーを公表した。Educator Mission Specialistに選ばれたアカバは、他の10人の候補とともに2006年2月10日に宇宙飛行士としての訓練を終えた。訓練を終え、彼は国際宇宙ステーション部門のハードウェア統合チームに配属され、欧州宇宙機関のハードウェアの技術的な問題についての仕事を行った。

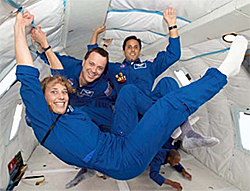
Mission Specialist Educators Lindenberger, Arnold, and Acaba during a parabolic flight.

アカバは、Mission Specialist EducatorとしてSTS-119の乗組員に選ばれ、前週にNASAの技術者が排気システムの漏れを修理した後、2009年3月15日午後7時43分に打ち上げられ、ISSに最後の太陽電池アレイの部品を運んだ。個人的にプエルトリコの国旗を持ち込んだアカバは、5日目の3月19日に、プエルトリコのフォークソングである"Que Bonita Bandera"(『何と美しい旗』)を起床の音楽として使用する事を提案した。
3月20日、彼はこのミッションで最初の船外活動の支援を行い、翌3月21日には自身が船外活動を行い、ISSに電力を供給する最後の太陽電池アレイを設置した。3月28日、ディスカバリーと7人の乗組員は、午後3時14分(EDT)にケネディ宇宙センターの第15滑走路に無事着陸した。
2012年5月15日、アカバは3人の乗組員の1人として、ISSを訪れるため、ソユーズTMA-04Mでカザフスタンから打ち上げられた。彼とゲンナジー・パダルカ、セルゲイ・レビンは、2日後の3月17日4時36分(UTC)にISSにドッキングした。3人は、第31次長期滞在/第31次長期滞在で約半年間ISSに滞在し、2012年9月17日に地球に帰還した。

## その他の活動
2008年3月18日、アカバはプエルトリコ上院から表彰され、宇宙飛行士に選ばれて以来、初めてプエルトリコ連邦を訪れた。プエルトリコ上院議長のケネス・マクリントックによって公表された彼の訪問中、国会議事堂やバヤモンのサイエンスパークで児童達と会った。アカバは2009年6月1日にプエルトリコに戻った。7日間の訪問中、彼は児童を中心に1万人以上の人とふれあった。また、プエルトリコ工科大学からは、Ana G. Mendez University System Presidential Medalと名誉博士号を授与された。Caras Magazine誌は、2012年最も影響力を持ったプエルトリコ人として彼を選んだ。